# Varanus obor
Varanus obor là một loài thằn lằn trong họ Varanidae. Loài này được Weijola & Sweet mô tả khoa học đầu tiên năm 2010.